# Excenevex
Excenevex település Franciaországban, Haute-Savoie megyében. Lakosainak száma 1326 fő (2022. január 1.). Excenevex Massongy, Messery, Sciez és Yvoire községekkel határos.

## Népesség
A település népességének változása:
| Lakosok száma | 1113 | 1097 | 1112 | 1104 | 1164 | 1168 | 1231 | 1279 | 1326 |
|               | 2013 | 2015 | 2016 | 2017 | 2018 | 2019 | 2020 | 2021 | 2022 |